# Jean-Nicolas Marjolin

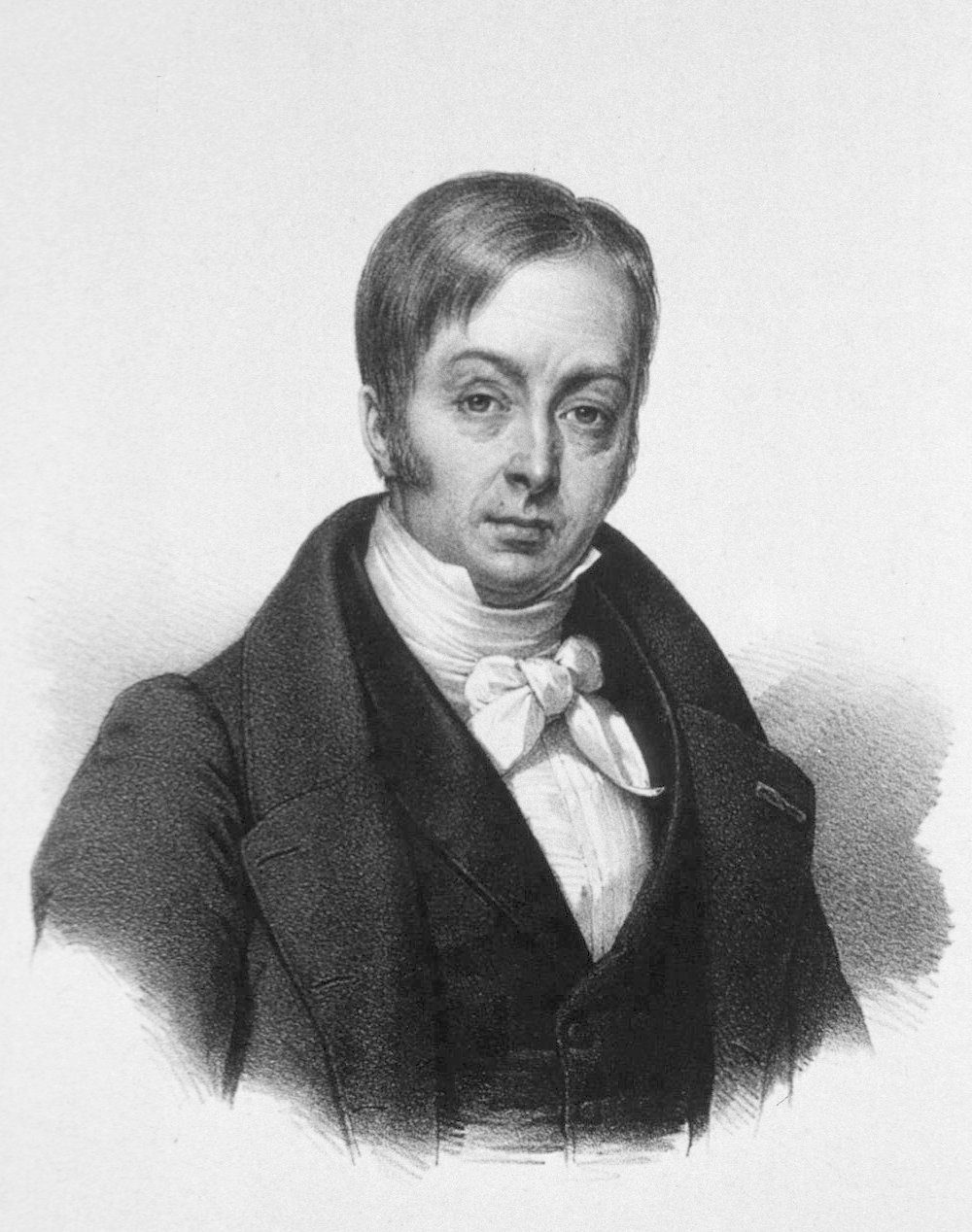
Jean-Nicolas Marjolin

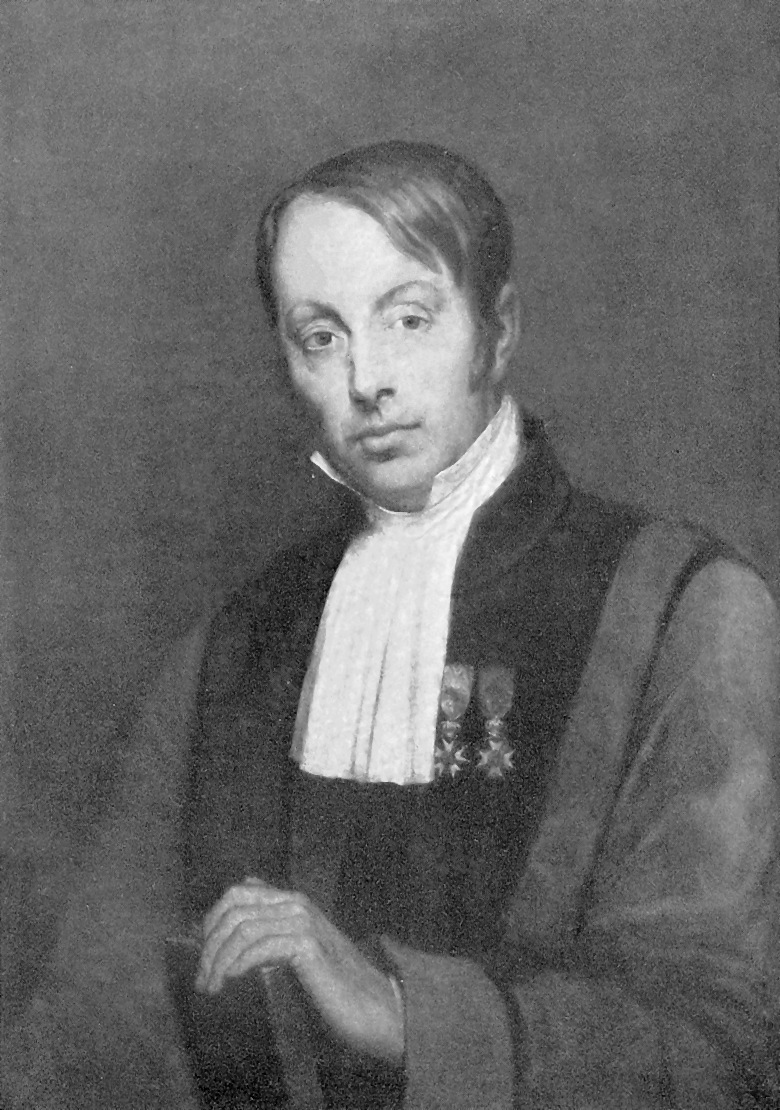
Porträt von Jean-Nicolas Marjolin, gemalt von Ary Scheffer im Jahr 1836.

Jean-Nicolas Marjolin (* 6. Dezember 1780 in Ray-sur-Saône (im heutigen Département Haute-Saône); † 4. März 1850 in Paris) war ein französischer Chirurg und Pathologe.

## Leben und Werk
Marjolin begann zunächst ein Jurastudium. Danach diente er für kurze Zeit in der französischen Armee. Über einen Freund der Familie begann er sich für Medizin zu interessieren. Dieser ermöglichte es Marjolin am Commercy Hospital zu studieren. Mit einem Empfehlungsschreiben seiner Mutter ging er an die Universität von Paris zu Alexis Boyer. In einer Prüfung des Jahres 1803 belegte er den drittbesten Platz. Siebter wurde François Magendie. Danach arbeitete Marjolin in Guillaume Dupuytrens Société Anatomique. 1805 wurde Marjolin Assistent in der Anatomie und 1806 Prosektor. 1808 wurde er in Paris zum Doktor der Medizin promoviert. In einer Zeit, in der private Medizinschulen populär waren, eröffnete er 1810 seine eigene Medizinschule. Marjolin war mit seiner Medizinschule sehr erfolgreich. 1812 hatte er 227 Studenten für Anatomie und 130 für Chirurgie. 1816 wurde er zum zweiten Chirurgen am Hôtel-Dieu de Paris, dessen Leiter Dupuytren war. Mit Dupuytren war er nach einem Vorfall von 1812 zerstritten. Am 13. November 1818 erhielt Marjolin den Lehrstuhl für chirurgische Pathologie, der er bis zu seinem Tod 1850 besetzte. 1820 wurde Marjolin Mitglied der Académie nationale de Médecine.
Marjolins Sohn war der Anatom René Marjolin (1812–1895).
Nach Marjolin ist der Marjolin-Ulcus, eine aus Narben hervorgehende Krebserkrankung (Narbenkrebs), benannt. Marjolin beschrieb 1828 in der ersten Ausgabe der Dictionnaire de Medécine an vier Fallbeispielen erstmals den „warzenartigen Ulcus“, allerdings nicht die maligne Transformation des Ulcus zum Karzinom und auch nicht den Ursprung aus Narbengewebe. Die Transformation wurde erstmals von dem britischen Chirurgen Caesar Hawkins (1798–1884) beschrieben. Andere Quellen nennen den irischen Chirurgen Robert William Smith (1807–1873), der 1850 als erster den Zusammenhang zwischen Narbengewebe, Ulcus und Metastasierung beschrieb. Den Begriff Marjolin-Ulcus prägte 1903 der US-amerikanische Arzt John Chalmer Da Costa (1863–1933), Professor für Chirurgie am Jefferson Medical College in Philadelphia.

## Weiterführende Literatur
- C. Steffen: The man behind the eponym. Jean-Nicolas Marjolin. In: The American Journal of Dermatopathology. Band 6, Nummer 2, April 1984, S. 163–165, ISSN 0193-1091. PMID 6375420.
- Barbara I. Tshisuaka: Marjolin, Jean-Nicolas. In: Werner E. Gerabek, Bernhard D. Haage, Gundolf Keil, Wolfgang Wegner (Hrsg.): Enzyklopädie Medizingeschichte. De Gruyter, Berlin/New York 2005, ISBN 3-11-015714-4, S. 893.